# Barda Balka
Koordinaten: 35° 33′ 0″ N, 44° 52′ 0″ O

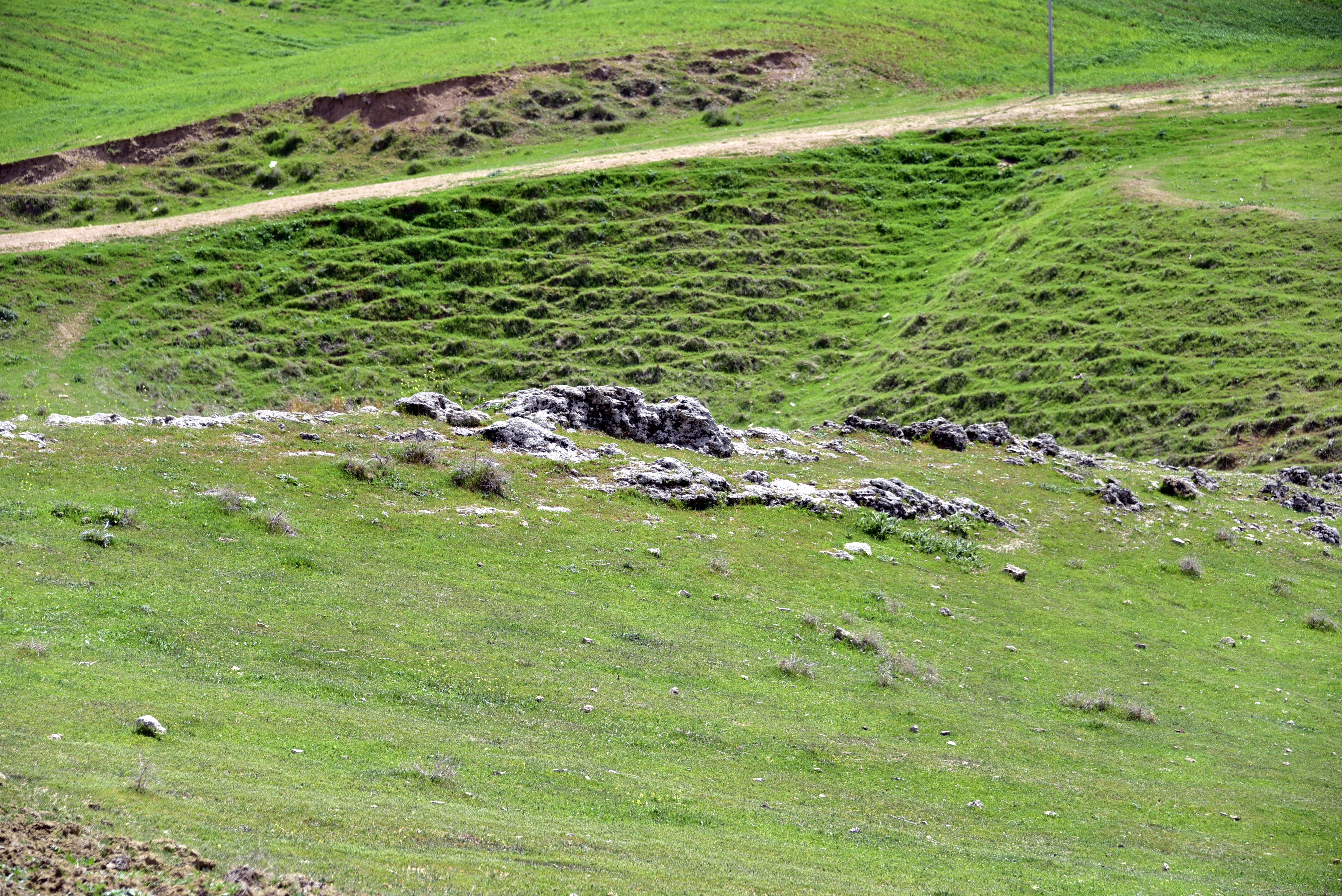
Barda Balka im März 2021. Die Fragmente des Megaliths liegen zerstreut rum.

Barda Balka (vom Kurdischen Stehender Stein) ist eine prähistorische Fundstätte in der Nähe des Kleinen Zabs und Dschamdschamāl im Norden des Iraks.
Die Stätte wurde 1949 von Sayid Fuad Safar und Nadschi al-Asil von der Generaldirektion für Altertümer im Irak auf einem Hügel entdeckt. Sie wurde später von Bruce Howe und Herbert E. Wright im Jahr 1951 ausgegraben. Steinwerkzeuge wurden unter einer bestimmten Schicht aus pleistozänem Kies gefunden, die aus der späten Acheuléen-Periode stammt. Zu den Werkzeugen gehörten Kieselwerkzeuge, Faustkeile und Abschläge, von denen angenommen wurde, dass sie zu den ältesten Beweisen menschlicher Besiedlung im Irak gehören. Es wurde festgestellt, dass sie mit Werkzeugen vergleichbar sind, die vor etwa 80.000 Jahren hergestellt wurden.
Ähnliches Material wurde an anderen Stellen im Dschamdschamāl-Tal gefunden.
Ein etwa vier Meter hoher neolithischer Megalith, welcher der Stätte den Namen gab, befand sich in ihrem Zentrum, wurde aber irgendwann im letzten Jahrhundert zerstört.

## Galerie

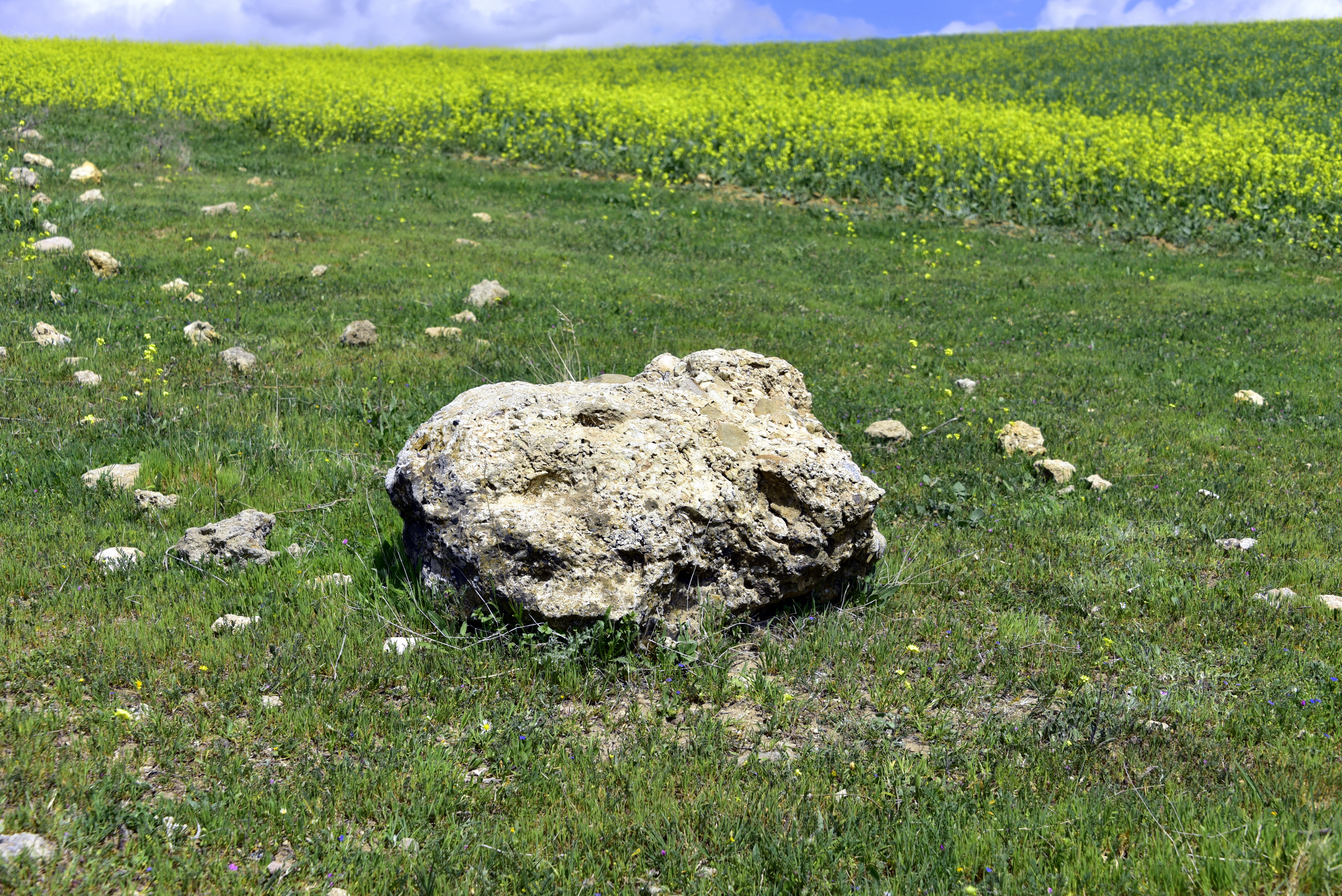
Ein Fragment des Megaliths (März 2021)
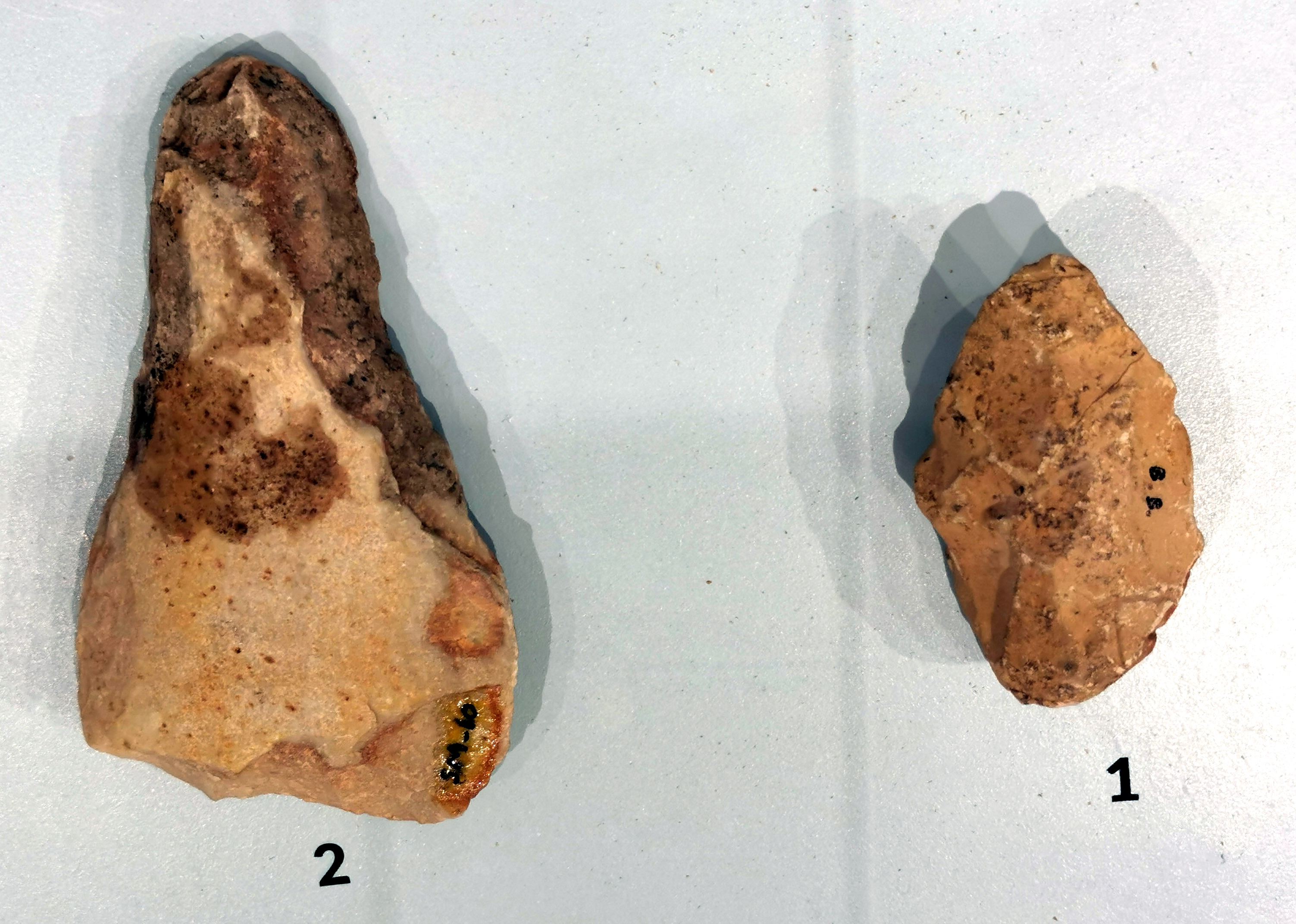
Faustkeile aus der Periode des Acheuléen (c. 250.000 Jahre alt) ausgestellt im Sulaimaniyya-Museum